# Louis-Jean-Marie de La Trémoille
Louis-Jean-Marie de La Trémoille, duc de La Trémoille, prince de Talmont, de Tarente et comte de Laval, est un gentilhomme français né le 8 février 1910 à Paris 16e et mort le 9 décembre 1933 à Whitchurch (Angleterre).

## Titres
- 12e duc de Thouars : 1921-1933

## Biographie
Fils de Louis-Charles-Marie de La Trémoille et de Hélène-Marie Pillet-Will, il devient à la mort de son père en 1921 le 12e duc de Thouars. Jeune officier des Chasseurs d'Afrique, il voyage régulièrement.
Le 1er décembre 1933, il se fait déposer à l'aéroport de Croydon pour rejoindre la propriété de James McCormick (le manoir Heronry) près de Whitchurch dans le Hampshire. Le 9 décembre, dans des circonstances assez floues, le duc se retrouve piégé dans l'incendie de ce manoir. Il meurt ce même soir à 23 heures. Il était âgé de 23 ans, sans alliance ni postérité. Il fut enterré dans la Chapelle basse de la collégiale du château de Thouars, dans le même tombeau que ses parents.
Sa famille s'est éteinte avec lui. Ses nom et patrimoine ont échu à ses neveux, dont notamment Jean-Charles Lamoral, prince de Ligne (1911-2005) qui avait épousé à Paris le 11 mars 1942 María del Rosario de Lambertye-Gerbeviller.

## Sources
L'Illustration n°4737, 16 décembre 1933.